# Pseudaclytia bambusana
Pseudaclytia bambusana là một loài bướm đêm thuộc phân họ Arctiinae, họ Erebidae.